# Latifa Bennani-Smires
Latifa Bennani-Smires (em árabe: لطيفة بناني سميرس) é uma política marroquina. Ao lado de Badia Skalli, ela tornou-se numa das duas primeiras mulheres na Câmara dos Representantes quando foi eleita para o parlamento em 1993.

## Biografia
Chefe da seção feminina do Partido Istiqlal, Bennani-Smires foi candidata ao parlamento de 1993 e foi uma das duas mulheres eleitas para a Câmara dos Representantes, tornando-se nasa primeiras mulheres no Parlamento de Marrocos. Ela foi reeleita em 1997, 2002 e 2007. Durante o seu último mandato, ela actuou como presidente do grupo Istiqlal na Câmara dos Representantes.